# Dragunja Donja
Dragunja Donja je naselje u općini Tuzla, Federacija BiH, BiH.

## Zemljopis
Naselje se nalazi u tuzlanskoj općini, Tuzlanska županija, Federacija BiH. Udaljeno je od Tuzle 23 km, a od Srebrenika 19 km. Južno od Dragunje Donje teče Tinja.

## Promet
Iz Dubrava i Osoja cestom se dolazi kroz Dragunju Donju u Dragunju Gornju.

## Povijest
Većinsko stanovništvo je hrvatsko-katoličko, tako da na tom području postoji župa Dragunja, sa sjedištem upravo u Donjoj Dragunji. Zaštitnik župe Dragunja je Sv.Leopold Bogdan Mandić i slavi se 12. svibnja. Župa Dragunja je osnovana 1985.godine izdvajanjem iz župe Breške.
Za nadbiskupovanja Marka Jozinovića izgrađena je župna crkva sv. Leopolda Bogdana Mandića 1985. godine. 
Donja Dragunja iako teritorijalno velika, ima manje stanovnika u poslijeratnom periodu nego 1991.godine. Razlog za to je što je većina stanovništva emigrirala u zapadne zemlje.

## Uprava
Dragunja Donja i Gornja tvore mjesnu zajednicu Dragunja u općini Tuzli. Spadaju u ruralno područje općine Tuzle. U mjesnoj zajednici Dragunja je 31. prosinca 2006. godine prema statističkim procjenama živjelo 1.136 stanovnika u 365 domaćinstava.

## Stanovništvo
Prema Šematizmu provincije Bosne Srebrene za 1856. godinu, a prema podacima iz 1855., u župi Breške naselje Dragunja Donja imalo je 18 katoličkih obitelji sa 147 katolika., a prema Imeniku klera i župa za 1910. godinu, u Dragunji Donjoj živjelo je 319 katolika.
| Dragunja Donja     |       |       |       |       |
| godina popisa      | 1991. | 1981. | 1971. | 1961. |
| Hrvati             | 353   | 539   | 677   | 660   |
| Srbi               | 1     | 2     | 4     | 3     |
| Muslimani          | 42    | 82    | 9     |       |
| Jugoslaveni        | 90    | 14    |       |       |
| ostali i nepoznato | 3     | 73    | 2     | 1     |
| ukupno             | 489   | 710   | 692   | 664   |

## Poznate osobe
- Jozo Nišandžić, hrv.bh. lokalni političar i vojni dužnosnik. rođen je 1951.godine u D.Dragunji, općina Tuzla. Brigadir Vojske FBiH u mirovini. Od 1969. do 1980. radio u TTU kao KV metalo-strugar. Doškolvao se uz posao. Završio Pedagošku akademiju u Tuzli te Fakultet političkih znanosti (ONO i DSZ) u Zagrebu. Nakon toga radio je u Općinskom stožeru Teritorijalne obrane Tuzla kao zapovjednik, gdje je dobio tri priznanja za rad. Travnja 1992. odlukom ratnog predsjedništva Općine Tuzla raspoređen je u Operativni stožer Ratnog predsjedništva Općine Tuzla. Sudionik Domovinskog rata od 3. travnja 1992. do 22. prosinca 1995. godine. Obnašao dužnosti pomoćnika zapovjednika općinskog stožera TO Tuzle, Operativne grupe 5. i 25. divizije. Od 1996. do 1998. zapovjednik je Zapovjedništva za razvoj 252 SBB1. Od 1998. do umirovljenje 2000. zamjenika zapovjednika 25. divizije. Pohvaljivan i nagrađivan za doprinos obrani BiH. Za djelovanje u ABiH i Vojske FBiH promaknut 1995. u čin bojnika, 1998. u čin pukovnika i 2000. godine u čin brigadira. Po umirovljenju uključio se u politički život. Djeluje u SDP BiH, gdje je potpredsjednik stranačke općinske organizacije za Tuzlu. Na lokalnim izborima 2004. godine izabran za vijećnika Općinskog vijeća Tuzle te na lokalnim izborima 2008. i 2012. izabran za vijećnika u Općinskog vijeću Tuzle.[11]